# João Cid dos Santos
João Alfonso Cid dos Santos, né le 5 août 1907 à Lisbonne et mort dans la même ville le 4 novembre 1975, est un médecin et chirurgien portugais, promoteur de l'endartériectomie.

## Biographie
Il est le fils de Reynaldo dos Santos,(chirurgien vasculaire, pionnier de l'aortographie en 1929) et de Suzana Cid dos Santos.
Il poursuit ses études à la Faculté de médecine de Lisbonne où il soutient sa thèse en 1933.
En 1936, il est l'élève de  René Leriche à la Faculté de médecine de Strasbourg. Il y côtoie de grands noms de la chirurgie vasculaire : Jean Kunlin (auteur du premier "bypass" avec greffe de veine), René Fontaine (auteur de la classification de l'ischémie chronique), Jung, Arnulf, et Michael E. DeBakey.

## Œuvres et publications
- «Sur la désobstruction des thromboses artérielles anciennes», in: Mem Acad Chir, 73 (1947): 409-411 Texte intégral.
- «Sur quelques vérités premières oubliées ou méconnues de l'anatomo-physiologie normale et Pathologique du système veineux. Leur application à la pathologie et à la thérapeutique», in: Amatus Lusiramis, 7 (1948).